# 천주교 원주교구
천주교 원주교구(天主敎原州敎區，라틴어: Dioecesis Voniuensis)는 강원특별자치도 내 로마 가톨릭교회의 교구 중 하나이다. 1965년 춘천교구 일부를 관할로 분리되었으며, 교구장은 조규만 바실리오 주교이다.

## 관할 구역
- 강원특별자치도 원주시, 횡성군, 정선군, 영월군, 삼척시, 태백시, 평창군 남부(평창읍, 미탄면, 방림면, 대화면), 동해시 남부(옛 북평읍 지역)
- 충청북도 제천시, 단양군. (이들 지역은 춘천교구에서 분리될 때 청주교구로부터 인계받음)

## 현황
주보 〈들빛〉을 매주 일요일마다 발행하고 있는데, 〈들빛〉이라는 제호는 초대 교구장 지학순 주교의 사목표어 '빛이 되라'에서 유래하였다. 이 밖에도 어린이 주보 〈우리친구〉와 〈공동체〉, 〈성시간〉 등 여러 가지 간행물을 발행하여 신자들의 신앙 생활을 돕고 있다.

## 관할 지구 및 본당
- 남원주지구[강원 원주시 동부] : 주교좌 원동, 관설동, 단구동, 반곡동, 봉산동, 용소막, 황둔
- 북원주지구[강원 원주시 북부] : 소초, 영산, 우산동, 일산동, 태장동, 태장1동, 학성동
- 서원주지구[강원 원주시 서부] : 구곡, 명륜동, 무실동, 문막, 부론, 서원주, 흥업
- 횡성지구[강원 횡성군] : 둔내, 안흥, 우천, 청일, 풍수원, 횡성
- 제천지구[충북 제천시, 단양군] : 남천동, 단양, 덕산, 매포, 배론, 백운, 서부동, 신백동, 의림동, 청전동
- 태백지구[강원 태백시, 정선군 남부] : 고한, 사북, 장성, 황지
- '영평정지구[강원 영월군, 평창군 남부, 정선군 북부] : 대화, 아우라지, 영월, 임계, 정선, 주천, 평창, 함백[1]
- 영동지구[강원 동해시 남부, 삼척시] : 도계, 북평, 사직동, 성내동, 천곡동

## 성지 & 주요 성당
- 배론성지 : 대한민국의 가톨릭 신학교 터. 제천시 봉양읍 구학리 소재.
- 풍수원 성당 : 한국인 사제가 지은 최초의 성당. 횡성군 서원면 소재.
- 용소막 성당[깨진 링크(과거 내용 찾기)] : 원주시 신림면 구학산로 1857 소재. 강원특별자치도 유형문화재 106호.

## 출자기관
- 육민관중
- 육민관고
- 진광중
- 진광고
- 원주 MBC
- 원주밝음신협
- 한살림

## 교육 기관
- 진광중
- 진광고
- 은총의성모마리아 기도학교
- 수원가톨릭대학교(관내 사제 양성기관)

## 역대 교구장
- 1대 지학순(다니엘) 주교 : 1965.3.22~1993.3.12
- 2대 김지석(야고보) 주교 : 1993.3.2~2016.3.31
- 3대 조규만(바실리오) 주교 : 2016.3.1~